# Bagrichthys vaillantii
Bagrichthys vaillantii es una especie de pez actinopeterigio de agua dulce, de la familia de los bágridos.

## Distribución y hábitat
Se distribuye de forma endémica por ríos y lagos de la cuenca fluvial del río Mahakam al este de la isla de Borneo, en Indonesia. Son peces de agua dulce tropical, de hábitat de tipo demersal.